# Kensington Tallman
Kensington Tallman (Nueva York, Nueva York, Estados Unidos; 6 de agosto de 2008) es una actriz y escritora estadounidense. Es conocida por dar voz a Riley Andersen en la película Inside Out 2, interpretar a Lucy en la serie Home Sweet Rome y a Tiffany Highlander en la serie That Girl Lay Lay, entre otros.

## Biografía
Tallman nació el 6 de agosto de 2008 en la ciudad de Nueva York. Antes de convertirse en intérprete, tocó el violín en el Carnegie Hall de la ciudad de Nueva York.Su primera experiencia actoral fue en la serie de televisión The Good Cop. Luego apareció en las series de Nickelodeon Side Hustle y Drama Club.

## Filmografía

### Cine
| Año  | Película                               | Papel           | Notas |
| ---- | -------------------------------------- | --------------- | ----- |
| 2020 | The SpongeBob Movie: Sponge on the Run | Voz adicional   | Voz   |
| 2022 | Motorvation                            | Mayor Bob's Kid |       |
| 2024 | Summer Camp                            | Gemela Ginny    |       |
| 2024 | Inside Out 2                           | Riley Andersen  | Voz   |

### Televisión
| Año       | Serie                                | Papel              | Notas                    |
| --------- | ------------------------------------ | ------------------ | ------------------------ |
| 2018      | The Good Cop                         | Mago aficionada    |                          |
| 2019      | Barbapapa - One Big Happy Family     | Boomimi            | Voz                      |
| 2020      | Black Monday                         | Chica              |                          |
| 2020      | Side Hustle                          | Ruby               |                          |
| 2021      | Chad                                 | Avery              |                          |
| 2021      | Drama Club                           | Bianca             |                          |
| 2022      | Nick Shorts Showcase                 | Vários             | Escritora en 2 episodios |
| 2022      | Ridley Jones, la guardiana del museo | Miranda Cornwallis | Voz                      |
| 2022-2023 | Blaze y los Monster Machines         | Vários             | Voz                      |
| 2023      | Home Sweet Rome                      | Lucy               |                          |
| 2023      | Bossy Bear                           | Bossy Bear         | Voz                      |
| 2021-2024 | That Girl Lay Lay                    | Tiffany Highlander |                          |
| 2022-2024 | Unidad de Rescate                    | Gauge              | Voz                      |
| 2024      | Dream Productions                    | Riley Andersen     | Voz                      |